# Оксид мышьяка(V)
Оксид мышьяка(V) As2O5 — важное производное мышьяка. Чрезвычайно ядовит, СДЯВ, обладает сильным канцерогенным действием, является кислотным оксидом. Его использование и токсические свойства сходны с триоксидом мышьяка, As2O3. Пентаоксид используется в синтезе арсенатов, красителей, инсектицидов и фунгицидов, в цветной печати и консервации древесины.

## Получение
Оксид мышьяка(V) может быть получен при сжигании мышьяка при избытке кислорода или окислением триоксида такими веществами, как озон, пероксид водорода и азотная кислота.

## Химические свойства
Оксид мышьяка(V) распадается на кислород и As2O3 при нагревании, образуя триоксид. Является достаточно сильным окислителем: так, вытесняет хлор из соляной кислоты.
As2O5 растворяется в воде с образованием мышьяковой кислоты, H3AsO4.

## Токсикология
Как и все соединения мышьяка, оксид мышьяка(V) чрезвычайно ядовит. Смертельная доза ЛД50 (крысы, орально) - 8 мг/кг.